# Elusa cyathicornis
Elusa cyathicornis là một loài bướm đêm trong họ Noctuidae.